# Hanna Konarowska
Hanna Konarowska (sinh ngày 24 tháng 5 năm 1983 tại Warsaw) là một diễn viên người Ba Lan.

## Tiểu sử
Hanna Konarowska xuất thân từ một gia đình làm nghệ thuật nổi tiếng của Ba Lan. Cô là cháu gái của nam diễn viên Andrzej Szczepkowski và là con của các diễn viên Mirosław Konarowski và Joanna Szczepkowska. Chị gái Maria Konarowska cũng là một diễn viên.

## Thành tích nghệ thuật
Hanna Konarowska đã góp mặt trong hơn 30 bộ phim kể từ năm 2002.
- 2002: Na dobre i na złe – Izabela (tập 124)
- 2003: Ludzie wśród ludzi
- 2004-2005: Na Wspólnej  – Klaudia Wiaderna
- 2004: Kosmici – Beata Majewska
- 2005: Kryminalni  – Con gái của Kuna (tập 21)
- 2005-2006: Tango z aniołem – Zuzanna Wojnar
- 2006: Oficerowie – Nữ tu (tập 10,12)
- 2007: Scherzo (etiuda szkolna)
- 2007: Gra (etiuda szkolna) – Vận động viên quần vợt
- 2008: Pitbull – Renata (tập 19-28, 30-31)
- 2008: Lejdis – Maria
- 2008: Czarny – Małgorzata
- 2008: Leśne doły – Monika
- 2010: Ojciec Mateusz – Sylwia Orska (tập 48)
- 2010: Milion dolarów – Matylda
- 2011: Na dobre i na złe – Joanna Bień (tập 469)
- 2012: Nad życie – Barbara
- 2012: M jak miłość – Wioletta (tập 904,906,916)
- 2012: Piąty Stadion – Bạn của Anny (tập 4)
- 2014: Przyjaciółki – Agnieszka (tập 33, 35-36)
- 2014: Obywatel
- 2014: Lekarze nocą (tập 3)
- 2015: Wkręceni 2 – Y tá
- 2015: Wata cukrowa – Greta
- 2016: Komisarz Alex – Bożena Bogusz (tập 97)
- 2016: Dwoje we troje – Anna (tập 10,52)
- 2017: Polandja – żona Szymona (głos w telefonie)
- 2017: Ojciec Mateusz – Alicja Miller (tập 215)
- 2018: Finding Josef  –  Annia
- 2019: Barwy szczescia  –  Albina Wegrzyk
- 2019: DNA  –  Paulina
- 2020: Lepsza Polowa  –  Zuzanna
- 2020: O mnie sie nie martw  –  Natalia